# التهاب البنكرياس المزمن
التهاب البنكرياس المزمن هو التهاب في البنكرياس يستمر لفترة طويلة ويغير بنيته الطبيعية ووظائفه. ومن الممكن أن يوجد في صورة سلسلة من الالتهاب الحاد في المعثكلة (البنكرياس) الذي تعرض للإصابة من قبل، أو في صورة تلف مزمن مصحوب بألم مستمر أو سوء امتصاص.

## الأعراض
عادة ما يعاني المرضى المصابون بالتهاب البنكرياس المزمن من مغص أو إسهال دهني مستمر ناتج عن سوء امتصاص الدهون الموجودة في الطعام. ويعد السكري من المضاعفات الشائعة لهذا المرض نظرًا لتلف البنكرياس المزمن، وقد يستلزم العلاج باستخدام الأنسولين. وتبدو على بعض مرضى التهاب البنكرياس المزمن علامات المرض الشديد، بينما لا تظهر على البعض الآخر أية علامات على اعتلال الصحة.
وتتعرض نسبة كبيرة من المرضى لـفقدان الوزن بدرجة كبيرة نظرًا لـسوء الامتصاص، وقد يستمر ذلك ليصبح مشكلة صحية تواجههم مع تقدم الحالة. وقد يشكو المرضى أيضًا من آلام مرتبطة بتناولهم للطعام، خاصة الوجبات التي تحتوي على نسبة عالية من الدهون والبروتين. بعض مرضى التهاب البنكرياس المزمن لا يعانون من أية آلام، بينما يعاني البعض الآخر من آلام مضنية ومستمرة. ومن الممكن أن يُعزى فقدان الوزن أيضًا إلى انخفاض كمية الطعام التي يتناولها المرضى الذين يعانون من مغص شديد.

## الأسباب
- الكحوليات
- مدارية (غذائية)
- وراثية
- نقص التريبسونجين والبروتين المثبط
- التليف الكيسي
- مجهول السبب
- الرضح
- فرط كالسيوم الدم
- الحصوات الكلسية
- اضطراب في عملية الأيض بسبب خلفيات ورائية.

تتمثل الأسباب الأكثر شيوعًا للإصابة بالتهاب البنكرياس المزمن في البلدان المتقدمة في الكحوليات أو تكون الإصابة مجهولة السبب.
أما في باقي أنحاء العالم، فتتضمن أسباب الإصابة بهذا المرض سوء التغذية والعوامل الغذائية المرتبطة بذلك. وثبت لدى مجموعة صغيرة من المرضى أن التهاب البنكرياس المزمن يرجع لأسباب وراثية منقولة كصفة وراثية سائدة ذات درجة نفاذية متغيرة. كما ثبتت إصابة جميع المرضى تقريبًا الذين يعانون من التليف الكيسي بالتهاب البنكرياس المزمن، وعادة يكون ذلك منذ ميلادهم. وكذلك اكتشف وجود طفرات جينية للتليف الكيسي لدى المرضى الذين يعانون من التهاب البنكرياس المزمن ولا يظهر عليهم أي مظهر آخر من مظاهر التليف الكيسي.
إن انسداد قناة البنكرياس بسبب حميد أو خبيث قد يؤدي إلى الإصابة بالتهاب البنكرياس المزمن. ويتضمن ذلك العيوب الخلقية في قناة البنكرياس، وخاصة البنكرياس المنقسم."

## التشخيص
يعتمد تشخيص التهاب البنكرياس المزمن عادةً على الاختبارات التي تجرى على بنية البنكرياس ووظائفه، حيث تعتبر الخزعة المباشرة للبنكرياس شديدة الخطورة. إن أنزيما الأميلاز والليباز في مصل الدم قد يرتفعا أو لا يرتفعا بصورة معتدلة في حالات التهاب البنكرياس المزمن بسبب تذبذب مستويات تلف الخلايا المنتجة، ومع ذلك يكون ارتفاع مستوى أنزيم الليباز هو الأرجح حدوثًا بين الأنزيمين. وترتفع مستويات الأميلاز والليباز دائمًا تقريبًا في الحالات الحادة مع ارتفاع مستوى البروتين المتفاعل-C  (CRP) المسبب للالتهاب والذي يتماشى بدرجة كبيرة مع شدة الحالة. ويعتبر اختبار تحفيز السيكريتين الاختبار الوظيفي ذي المعيار الذهبي لتشخيص التهاب البنكرياس المزمن، إلا أنه لا يُستخدم كثيرًا إكلينيكيًا. ويُذكر أن ملاحظة أنه تتم إعاقة إنتاج البيكربونات في مرحلة مبكرة من التهاب البنكرياس المزمن أدت إلى التوصل إلى الأساس المنطقي لاستخدام هذا الاختبار في المراحل المبكرة من المرض (بدرجة حساسية تبلغ 95%). ومن بين الاختبارات الأخرى الشائعة التي تُستخدم لتحديد حالة التهاب البنكرياس المزمن قياس نسبة أنزيم الإيلاستاز الغائطي في البراز والتريبسونجين في مصل الدم والتصوير المقطعي المحوسب (CT) والموجات فوق الصوتية والتنظير الباطني بالموجات فوق الصوتية (EUS) والتصوير بالرنين المغناطيسي (MRI) وتصوير البنكرياس بالتنظير الباطني بالطريق الراجع (ERCP) وتصوير البنكرياس بالرنين المغناطيسي (MRCP). وفي الغالب، يمكن رؤية التكلس البنكرياسي من خلال الأشعة السينية العادية على البطن فضلاً عن التصوير المقطعي المحوسب (CT).
علاوة على ذلك، هناك دراسات معملية أخرى غير محددة تفيد في تشخيص التهاب البنكرياس المزمن. فمن الممكن أن ترتفع نسب البيليروبين والفوسفاتيز القلوي في مصل الدم، مما يشير إلى ضيق القناة الصفراوية المشتركة بسبب الإصابة بوذمة أو تليف أو سرطان. وعندما تكون الإصابة بالتهاب البنكرياس المزمن بسبب عملية مناعية ذاتية، فقد تظهر ارتفاعات في نسب سرعة ترسب الدم (ESR) والكريين المناعي ج (IgG4) والعامل الروماتويدي والأجسام المضادة للنواة (ANA) والأجسام المضادة للعضلات الملساء. ويمكن تشخيص العرض الشائع لالتهاب البنكرياس المزمن وهو الإسهال الدهني من خلال دراستين مختلفتين: البقع الكيميائية السودانية للبراز أو الإفراز البرازي الدهني الذي يبلغ وزنه 7 جرامات أو أكثر على مدار 24 ساعة باتباع حمية تبلغ كمية الدهون بها 100جرام. ولاكتشاف الخلل بوظائف الإفراز الخارجي للبنكرياس، فإن الاختبار الأكثر حساسية ودقة هو قياس نسبة أنزيم الإيلاستاز الغائطي والذي يمكن إجراؤه بالاستعانة بعينة واحدة من البراز، وتشير القيمة الأقل من 200 ميكروجرام/جرام إلى قصور في وظائف البنكرياس.

## العلاج
تشمل الوسائل العلاجية المختلفة التي تُستخدم لمعالجة التهاب البنكرياس المزمن اتخاذ الإجراءات الطبية والتنظير الباطني العلاجي والجراحة. ويتم توجيه العلاج كلما أمكن إلى السبب الأساسي الكامن وراء المرض وتخفيف الألم ومعالجة سوء الامتصاص. وقد تحدث إصابة بداء السكري المعتمد على الأنسولين ويحتاج إلى علاج طويل المدى باستخدام الأنسولين.
من الممكن أن يكون المغص شديدًا ويتطلب تناول جرعات عالية من مسكنات الألم والتي تتضمن أحيانًا الأفيونيات. كما أن الإعاقة والمشكلات المزاجية شائعة الحدوث، إلا أن التشخيص والدعم المبكرين قد يسهلا إمكانية إدارة هذه المشكلات. وكذلك فإن الإقلاع عن تناول الكحوليات وإجراء تعديلات غذائية (باتباع حمية قليلة الدهون) يلعبان دورًا مهمًا في السيطرة على الألم وإبطاء عملية التكلس. وتشير الدراسات الحديثة إلى أن التدخين قد يكون من العوامل شديدة الخطورة في هذا المرض.

### مكملات أنزيمات البنكرياس
عادة ما تكون أنزيمات البنكرياس البديلة فعالة في علاج سوء الامتصاص والإسهال الدهني. إلا أن النتائج التي تم التوصل إليها من خلال 6 تجارب عشوائية جاءت غير حاسمة فيما يتعلق بتخفيف الألم.
على الرغم من أن نتائج التجارب المتعلقة بتخفيف الألم باستخدام بديل أنزيم البنكرياس لم تكن حاسمة، إلا أنه تم تخفيف آلام بعض المرضى بالفعل باستخدام بديل الأنزيم، ونظرًا لأن بديل الأنزيم آمن نسبيًا، فإن إعطاءه لمرضى التهاب البنكرياس المزمن خطوة مقبولة على طريق العلاج بالنسبة لمعظم المرضى. ويُرجح نجاح العلاج بشكل أكبر مع المرضى الذين لا يعانون من تضخم القنوات، وأولئك الذين يعانون من التهاب البنكرياس مجهول السبب. أما المرضى الذين يعانون من التهاب البنكرياس نتيجة تناول الكحوليات، فتكون احتمالية استجابتهم للعلاج أقل.

### الجراحة
هناك اتجاه لتقسيم جراحة التهاب البنكرياس المزمن التقليدية إلى مجالين - الجراحة الاستئصالية والجراحة التصريفية.
وتحول خيارات الزرع الجديدة التي أثبتت جدواها دون تعرض المريض للإصابة بداء السكري عقب إزالة البنكرياس (استئصاله) عن طريق الجراحة. ويتحقق ذلك من خلال إعادة زرع خلايا بيتا المنتجة للأنسولين الخاصة بالمريض.

## وصلات خارجية
- VIDEO - Chronic Pancreatitis: Recent Advances and Ongoing Challenges, Jeffery B. Matthews, MD, speaks at the University of Wisconsin School of Medicine and Public Health (2007)
- Medical Information and Treatment of Chronic Pancreatitis
- التهاب البنكرياس - ويب طب